# Rudy Rahme
Rudy Rahme (octubre nacido 1967, Bisharri, Líbano) es un escultor libanés, pintor y poeta.  Después de una tormenta de nieve, algunos árboles de cedro muertos en el Bosque de Dios en Bisharri estaban destinados a ser cortados, se ofreció a esculpirlos en lo que se convirtió en la plaza Lamartine, que incluye varios árboles y esculturas. Esculpió la estatua en la entrada de Gibran Khalil en el museo Gibran. Él esculpió los ataúdes de Cardenal de Patriarca Anterior Sfeir y el poeta libanés Dijo Akl.

## Educación
Su primera escuela fue "College St Joseph Antoura" en Aintoura Keserwan. Más tarde fue a la "Academie Libanaise des beaux Arts" del ALBA, y luego continuó en la "Academia Spinelli" en Florencia para seguir en París con "La Fonderie Coubertin".

## Trabajo
- La infinidad de Rock del Excursionismo[21]
- El Sueño[22]
- Jibran Khalil Jibran busto
- Lamartine Plaza[23]
- La Serie de Rock del Excursionismo

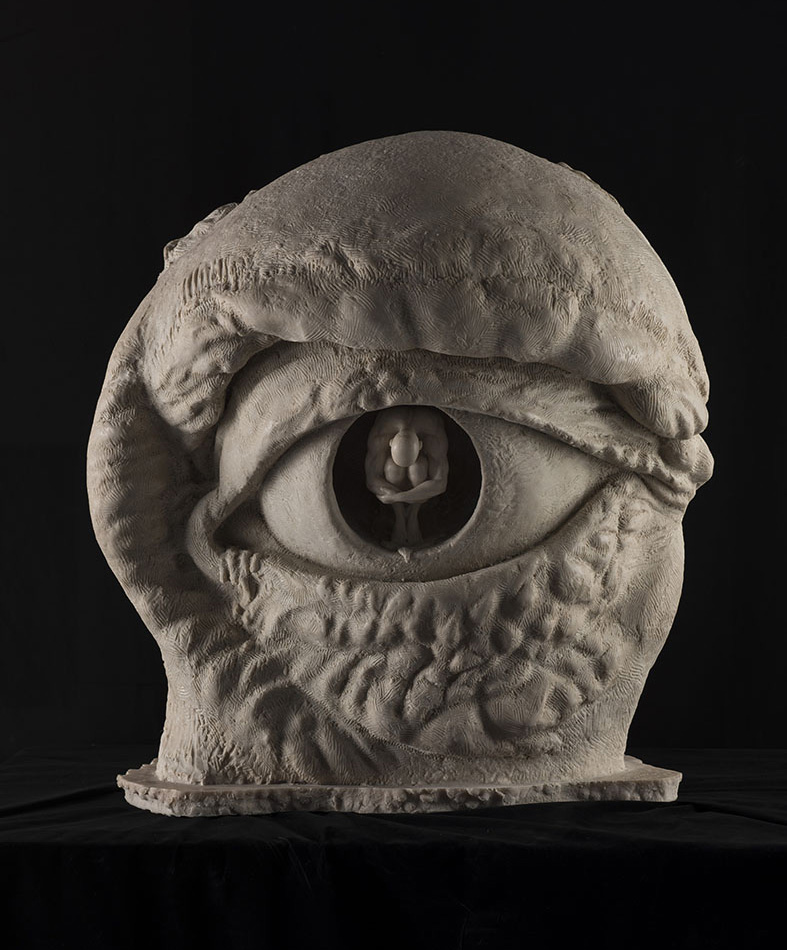
El Sueño.

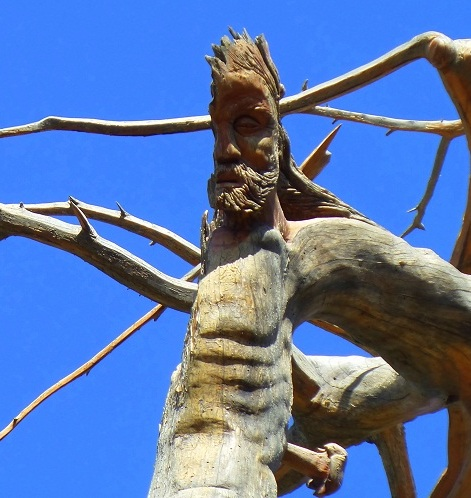
La Martine Árbol, Cedros de Dios.

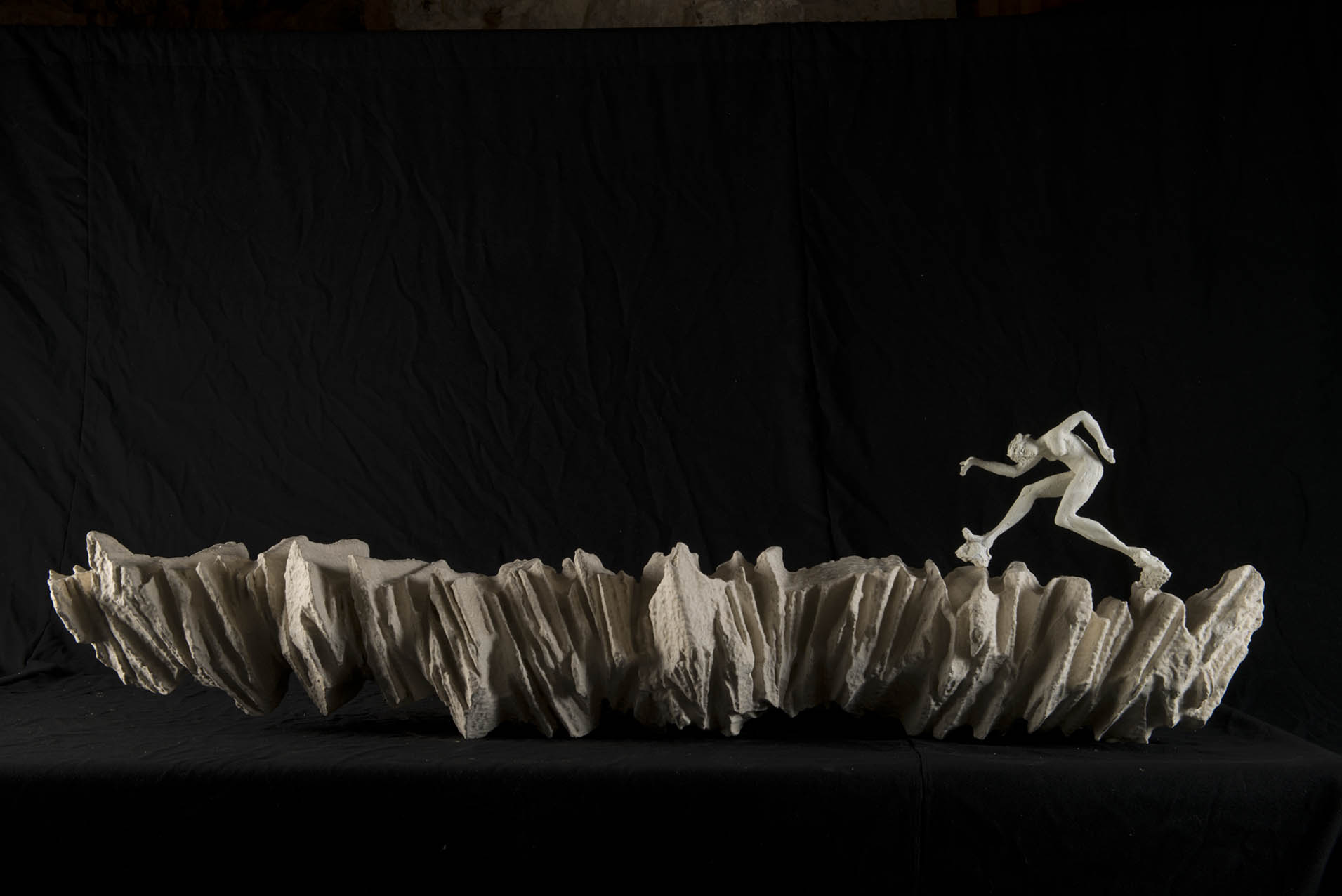
La infinidad de Rock del Excursionismo.

- La Serie de Equilibrio
- La Serie de Danza
- La Serie Religiosa
- La Serie de Busto
- Al Tajalli
- Gebran k Gebran
- Said Akl
- The Last Supper
- La Balsa
- Patriarca Sfeir

## Exposiciones
- 2020 - Australia - Sídney - "Rejuvenecer" AAD Galería[24]
- 2019 - Líbano - Beirut - El Espectáculo de Jardín 16.º[25]
- 2018 - Líbano - Beirut - Artspace Hamra[26]
- 2017 - UAE - Abu Dhabi - Le Real Meridien[27][28]
- 2016 - Italia - Imperia - la exposición de foto Internacional de Arte Contemporáneo[29]
- 2016 - Reino Unido - Londres - Monteoliveto Galería : Ciudades de Londres /de Europa que Llama[30]
- 2016 - Bélgica - Bruxelles - Salon internacional d'arte contemporain[31]
- 2016 - Francia - París - Ligero y Transparencias galerie Etienne de Causans[32]
- 2015 - EE.UU. - Miami - Feria de Arte de Río de Miami 2015[33]
- 2015 - Singapur - Singapur - WTECA[34]
- 2012 - Líbano - Beirut - Tawazon Robert Mouawad museo privado[35]
- 2011 - Líbano - Beirut - El Espectáculo de Jardín[36]